# Kuriany (Naráyiv)
Kuriany (ucraniano: Куря́ни) es un pueblo de Ucrania, perteneciente al municipio rural de Naráyiv, en el raión de Ternópil de la óblast de Ternópil.
En 2001, el pueblo tenía una población de 830 habitantes.
Se ubica unos 10 km al suroeste de Berezhany, sobre la carretera M12 que lleva a Rohatyn.

## Historia
Antes de la formación del actual municipio de Naráyiv en 2019, el pueblo era sede de un consejo rural en el raión de Berezhany. El consejo rural incluía como pedanía a Pávliv.